# 児玉俊一郎
児玉 俊一郎（こだま しゅんいちろう、1926年8月8日 - 2019年3月17日）は、日本の経営者。呉羽化学工業(現在のクレハ)社長を務めた。

## 来歴・人物
東京都出身。1950年に慶應義塾大学経済学部を卒業し、同年に呉羽化学工業(現在のクレハ)に入社。1979年6月に取締役に就任し、1984年6月に常務を経て、1988年6月には社長に就任。1997年6月に会長を経て、2001年6月には最高顧問に就任。
1993年11月に藍綬褒章を受章し、1998年11月に勲三等旭日中綬章を受章。
2019年3月17日に慢性心不全のために死去。92歳没。